# Leonardo Frescobaldi

Stemma Frescobaldi

Leonardo Frescobaldi (Firenze, 6 novembre 1324 – post 1413) è stato un politico, scrittore e viaggiatore italiano, scrisse Viaggio in Egitto e in Terrasanta, resoconto del suo viaggio in Terrasanta.

## Biografia
Originario di Firenze - quartiere S. Spirito, gonfalone del Nicchio - della prestigiosa famiglia dei Frescobaldi, Niccolò (detto di Sammontana) di Guido di Lapo e da Maddalena di Lapo di Fiorenzino Pulci.
La prima menzione di Leonardo risale al 30 ottobre 1353, quando è stato multato per aver insultato il Conte di Guido Frescobaldi. Nel 1357 ha redatto un testamento a favore di sua madre, e nel 19 febbraio 1358 sua madre ha a sua volta redatto un testamento a favore dei Frescobaldi.

### Impegno politico
Nel 1360, con l'intermediazione della Signoria, Leonardo fece pace con il suo cugino Guido Frescobaldi. Nel 1361 gli fu assegnato il compito di reclutare truppe per il Comune nella zona attorno a Firenze. L'anno successivo ricoprì il ruolo di commissario a Empoli e Montelupo, dove venne condannato per aver rilasciato dei prigionieri. Tuttavia, in seguito dimostrò la sua innocenza e la sentenza fu annullata.
Nel 1363, Leonardo ricoprì il ruolo di caporalis nella compagnia di ventura del Cappelletto e partecipò a una mediazione tra questa compagnia e il Comune di Todi. Nel 1364, fece una donazione di terreno alla chiesa di S. Piero del Monte a Carmignano. Nello stesso anno e nell'ottobre 1367, fu coinvolto in due attacchi, uno contro Cacio del Mannaia e l'altro contro Giovanni del fu Francesco "de Biliottis". Nel 1369, fornì garanzie finanziarie per diversi membri della sua famiglia che aspiravano a cariche pubbliche. Nel 1373, fu responsabile della gestione delle tasse, e nel 1377 ricoprì la carica di podestà a Colle Val d'Elsa e fu coinvolto nella creazione di un monastero per convertite a Fiesole.
Il 22 gennaio 1379, insieme ad altri diciannove individui influenti, Leonardo si unì al movimento "di popolo" per recuperare i diritti civili. Il 28 febbraio, seguendo la procedura necessaria, assunse il cognome Del Palagio, che cambiò il giorno successivo a Rinieri di Callerotta. Abbandonò il vecchio stemma familiare (diviso in alto d'oro e in basso di rosso con tre rocchi d'argento) per uno nuovo con un grifone rosso su sfondo bianco. Nel 1381 ottenne l'autorizzazione a riprendere il suo nome e stemma familiare, aggiungendo uno scudo d'argento con una croce rossa, simbolo del popolo fiorentino. Lo stesso anno partecipò al governo dei Cinquantadue, un organo di governo delle arti maggiori. All'inizio dell'anno successivo fu ambasciatore a Bologna per illustrare le riforme istituzionali di Firenze. Nello stesso anno, insieme a Guido Del Palagio e Giorgio Gucci, fu ambasciatore a Fojano e Arezzo, per trattare il rilascio di Arezzo dalle truppe di Alberico da Barbiano e Villanuccio da Brunforte, su incarico di Giovanni Caracciolo, vicario del re di Napoli Carlo III.

### Il viaggio 1384-1385
Secondo quanto affermato nello stesso documento (Viaggio, p. 124), durante questa missione il protagonista Leonardo e il suo compagno Del Palagio decisero di intraprendere un viaggio in Terrasanta, un'idea alla quale si unì anche il Gucci. Successivamente, Del Palagio cambiò idea e fu Andrea di Francesco Rinuccini, fratello di Cino Rinuccini, a partire con Leonardo e Gucci. Il viaggio ebbe luogo dal 10 agosto 1384 al luglio 1385, quando fecero ritorno a Firenze.

### Il ritorno a Firenze e alla vita politica
Nello stesso anno, Leonardo svolse il ruolo di ambasciatore a Pescia e a Città di Castello.
Nel 1386, è menzionato come podestà di Todi, ma non vi è conferma negli elenchi ufficiali. Nel 1387, fu inviato in una missione di pace a Rimini presso i Malatesta e a Ravenna presso i da Polenta. Il 16 luglio dello stesso anno, insieme ad altri, fu ambasciatore a Siena per cercare di placare una ribellione del Comune di Montepulciano contro i Senesi, ma la missione non ebbe successo. Nel 1387, venne anche nominato ufficiale e riformatore dello Studio fiorentino. Nel 1388, gli fu assegnata un'ambasciata per negoziare una lega antiviscontea con i Comuni lombardi. Nel 1389, svolse ulteriori missioni: a gennaio a Perugia con Braccio Fortebracci e a novembre a Venezia, sempre in relazione alla creazione di questa lega.
Il 15 aprile 1390, Leonardo fu nominato "sindaco" di Montepulciano per assumere il controllo della città, che si era ribellata nuovamente ai Senesi e si era sottomessa volontariamente ai Fiorentini. Dopo aver completato questa incarico, fu elevato al rango di cavaliere dalla Signoria e successivamente inviato al papa Bonifacio IX.
Nel 1390, Leonardo fu nominato commissario di guerra in Val di Pesa, un'area in cui possedeva interessi personali, e partecipò alle operazioni militari contro Giangaleazzo Visconti. Nel 1392, venne inviato come oratore a Lucchesi per coinvolgerli nella lega antiviscontea. Nel 1395, fu commissario in campo contro la città di Castrocaro. Nel 1396, agì come ambasciatore presso il condottiero Cecchino Broglia da Trino per convincerlo a unirsi al papa e ai Fiorentini. Nel dicembre dello stesso anno, fu nominato commissario di guerra per il Valdarno inferiore, ma venne presto richiamato per fungere da ambasciatore al papa Bonifacio IX, rassicurandolo sulla lealtà dei Fiorentini nel contesto dello scisma e risolvendo una questione tra gli Alberti e Pietro d'Ascoli. Nel 1397, fu nuovamente nominato commissario in campo durante la continua guerra contro Giangaleazzo, presso Bernardone della Serra.

### Ultimi anni
Il 20 giugno 1398, Leonardo tornò a Roma per trattative di pace con il Visconti e per impedire il trasferimento del vescovo di Firenze, Onofrio Dello Steccuto Visdomini, amico personale di Frescobaldi, a un'altra sede.
Nonostante alcune affermazioni non confermate, non c'è prova che Leonardo abbia partecipato all'assedio di Pisa nel 1405. Il 7 novembre 1408, accettò la podesteria di Orvieto a nome di suo figlio Tommaso, assente a quel tempo da Firenze. Nel 1409, redasse un testamento nominando suo erede il figlio Tommaso e l'ospedale di S. Maria Nuova.
L'ultima menzione di Leonardo risale al 20 luglio 1413, quando donò un oratorio a Grumaggio a fra Carlo dei conti di Monte Granelli, fondatore dei girolamini a Fiesole.
Non è nota la data esatta della sua morte, ma si presume sia avvenuta poco dopo il 1413. Secondo quanto riferito da Borghini, sarebbe stato sepolto nella cappella di S. Maria dei Lambertucci nella chiesa di S. Spirito a Firenze, la quale fu successivamente distrutta nell'incendio del 1471.